# Principauté d'Anhalt-Aschersleben
 (janvier 2024).
Si vous disposez d'ouvrages ou d'articles de référence ou si vous connaissez des sites web de qualité traitant du thème abordé ici, merci de compléter l'article en donnant les références utiles à sa vérifiabilité et en les liant à la section « Notes et références ».
1252–1315
Entités précédentes :
- Principauté d'Anhalt

Entités suivantes :
- Principauté épiscopale d'Halberstadt

La principauté d'Anhalt-Aschersleben fut un État du Saint-Empire romain germanique formé en 1252, à la suite de la partition de la principauté d'Anhalt entre les trois fils du prince Henri Ier de la maison d'Ascanie. C'est son fils aîné, Henri II « le Gros », qui s'adjuge la région située autour du château d'Aschersleben (Ascharia), la résidence ancestrale de la dynastie au nord-est du Harz.

## Histoire

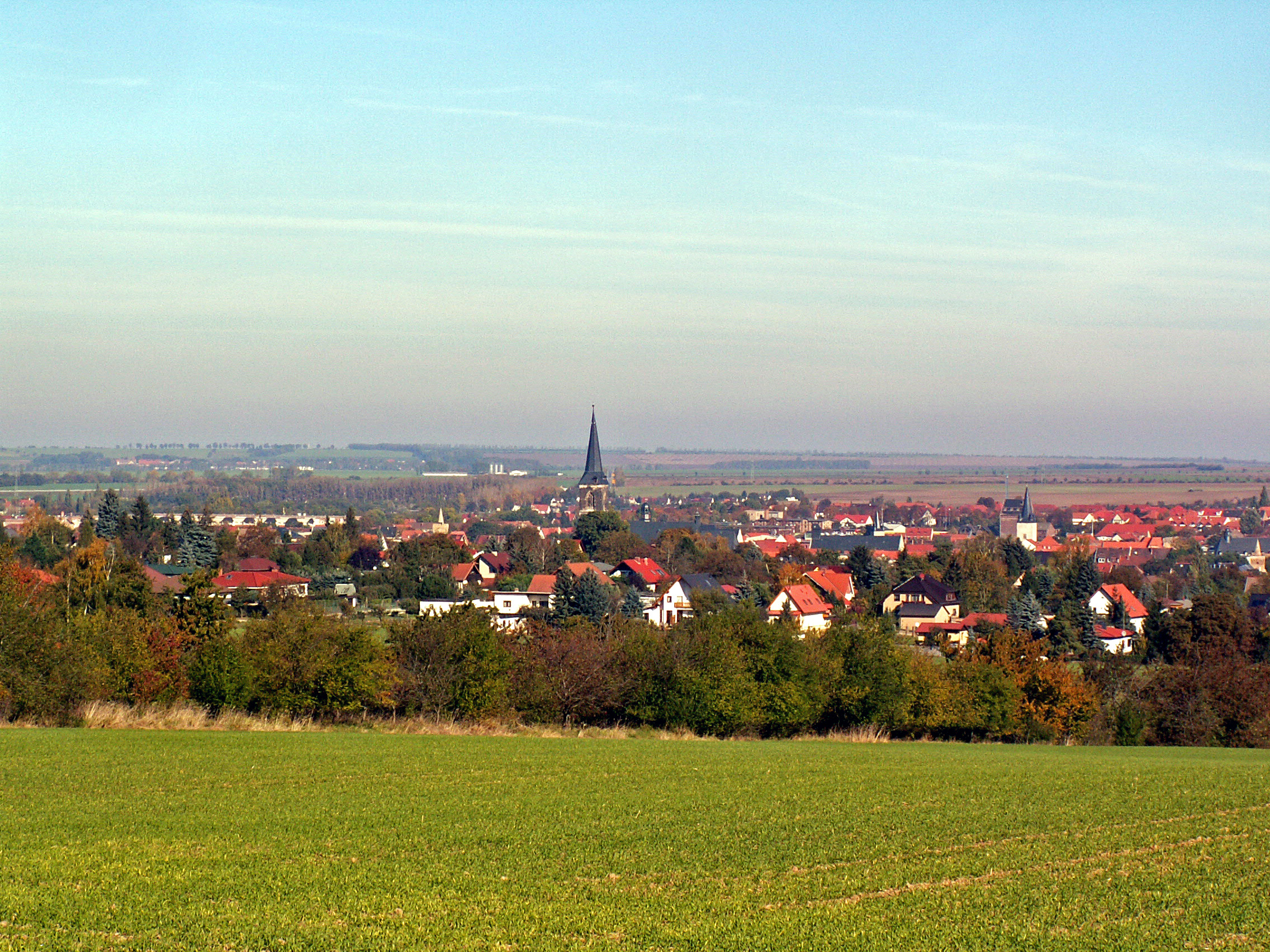
Vue sur la ville d'Aschersleben.

Depuis le temps d'Albert l'Ours (mort en 1170) et son fils, le duc Bernard III de Saxe, Aschersleben était au cœur des vastes domaines seigneurials de la famille, outre le château d'Anhalt près d'Harzgerode en montagne et le monastère de Ballenstedt. Lors du partage en 1252, ces domaines fondamentaux furent rendus au fils aîné Henri Ier, ses frères plus jeunes recevaient les principautés d'Anhalt-Bernbourg et d'Anhalt-Zerbst dans l'ancienne marche de l'Est saxonne au-delà de la Saale. 
Henri II était engagé dans de nombreux conflits, notamment la guerre de Succession de Thuringe, l'élection de l'anti-roi Alphonse de Castille en 1257 et en matière de différences frontalières avec les princes-évêques de Halberstadt, les archevêques de Magdebourg ainsi qu'avec ses frères et cousins. À sa mort en 1266, le règne est repris par ses fils, Othon Ier et Henri III ; en 1283, Henri, chanoine plus tard archevêque de Magdebourg, renonce à tous ses droits sur Aschersleben en faveur de son frère.
La lignée d'Aschersleben disparaît déjà en 1315, lorsque le dernier prince, Othon II, meurt sans héritier mâle. Le titre de prince passa à son cousin Bernard II d'Anhalt-Bernbourg. En même temps, l'annexion du territoire par l'évêque Albert Ier de Halberstadt, frère de Bernard II, a eu pour conséquence un conflit violent : les évêques de Halberstadt maintinrent le contrôle sur les domaines autour le siège d'Aschersleben, tandis que les terres d'Harzgerode et de Ballenstedt au sud-ouest revinrent à la maison d'Anhalt. Après la sécularisation de l'évêché en 1648, Aschersleben est échu à l'État de Brandebourg-Prusse.

## Liste des princes d'Anhalt-Aschersleben
- 1252-1266 : Henri II « le Gros »
- 1266-1304 : Othon Ier, fils d'Henri II, règne conjointement avec :
  - 1266-1283 : Henri III, fils d'Henri II
- 1304-1315/1316 : Othon II, fils d'Othon Ier